# Marino Pinto
Marino do Espírito Santo Pinto (Bom Jardim, 18 de julho de 1916 — Rio de Janeiro, 28 de janeiro de 1965) foi um compositor brasileiro.

## Discografia

### Álbuns
- 1954 - Magnífica
- 1976 - Quarteto Em Cy - Antologia Do Samba Canção Vol. 2